# Dijon Football Côte-d'Or (femminile)
Il Dijon Football Côte-d'Or, noto anche come Dijon FCO o semplicemente come Dijon, Digione in italiano, è una squadra di calcio femminile francese, sezione femminile dell'omonimo club con sede nella città di Digione (in francese Dijon), capoluogo del dipartimento della Côte-d'Or e della regione della Borgogna. Milita in Division 1 Féminine, la massima serie del campionato francese femminile di calcio.
Istituita nell'estate 2010, dopo che la società aveva assorbito l'Association Sportive et Culturelle Saint-Apollinaire, si iscrisse alla Division 2 Féminine, secondo livello del campionato francese, disputandola per otto stagioni consecutive fino alla promozione in Division 1 Féminine ottenuta al termine della stagione 2017-2018.

## Organico

### Rosa 2024-2025
Rosa, ruoli e numeri di maglia tratti dal sito societario, integrati da Footofeminin.fr, aggiornati al 21 aprile 2025.
| N. |                        | Ruolo | Calciatrice         |
| -- | ---------------------- | ----- | ------------------- |
| 1  | Finlandia (bandiera)   | P     | Katriina Talaslahti |
| 3  | Stati Uniti (bandiera) | D     | Tegan McGrady       |
| 4  | Francia (bandiera)     | D     | Léna Goetsch        |
| 5  | Polonia (bandiera)     | D     | Małgorzata Grec     |
| 6  | Francia (bandiera)     | C     | Lina Gay            |
| 7  | Austria (bandiera)     | A     | Viktoria Pinther    |
| 8  | Francia (bandiera)     | C     | Léa Declercq        |
| 9  | Canada (bandiera)      | A     | Latifah Abdu        |
| 10 | Francia (bandiera)     | C     | Océane Picard       |
| 11 | Svizzera (bandiera)    | A     | Meriame Terchoun    |
| 12 | Cina (bandiera)        | A     | Yanwen Wang         |

| N. |                          | Ruolo | Calciatrice       |
| -- | ------------------------ | ----- | ----------------- |
| 14 | Danimarca (bandiera)     | C     | Sarah Jankovska   |
| 15 | Cina (bandiera)          | A     | Wu Chengshu       |
| 16 | Francia (bandiera)       | P     | Alice Pinguet     |
| 17 | Francia (bandiera)       | A     | Rose Lavaud       |
| 19 | Francia (bandiera)       | D     | Inès Tisserand    |
| 20 | Polonia (bandiera)       | A     | Klaudia Jedlińska |
| 23 | Polonia (bandiera)       | C     | Nadia Krezyman    |
| 24 | Francia (bandiera)       | D     | Margaux Vairon    |
| 26 | Nuova Zelanda (bandiera) | D     | Kate Taylor       |
| 28 | Francia (bandiera)       | D     | Noémie Carage     |